# Safa (음반)
Safa는 말레이시아의 팝 가수 시티 누르할리자의 일곱 번째 정규 앨범이다. 2001년 1월 11일 수리아 레코드를 통해 발매되었으며, 6만 장 이상의 판매량을 기록했다.

## 앨범 개요
앨범이 발매된 날이 1월 11일인데, 이 날은 시티의 생일이다. 이 앨범은 시티의 22번째 생일을 축하하기 위해 이 날 발매되었다. 앨범명인 'Safa'는 말레이어로 '순수한 흰색'을 뜻한다. 다섯 번째인 이 팝 앨범은 3번 트랙이자 싱글인 <Percayalah>가 선정되었을 때 시티의 경력에 새로운 의미를 가져다 주었다.
3번 트랙 <Percayalah>는 현재까지도 많은 팬들에게 기억되고 있는 노래이다. 5번 트랙 <Kudus Sinarmu>는 작곡가인 팍 응아가 자신의 리듬감 있는 팝을 선보인 곡이다. 4번 트랙 <Lakaran Kehidupan>의 뮤직비디오가 3D로 제작되기도 했다. 이 뮤직비디오는 믈라카 주 아예르 케로흐(Ayer Keroh)의 독립광장(Dataran Merdeka)에서 촬영되었다.
1번 트랙 <Azimat Cinta>의 뮤직비디오는 인도네시아에서 촬영되었으며, 이 노래 외에도 <Percayalah>, <Lakaran Kehidupan>, <Bicara Manis Menghiris Kalbu>, <Indah Percintaan>, <Kau Ku Sayang>이 싱글로 발매되었다.

## 수록곡
- Azimat Cinta
- Jalinan Cinta
- Percayalah
- Lakaran Kehidupan
- Kudus Sinarmu
- Kau Ku Sayang
- Beradu di Khayalan
- Indah Percintaan
- Milikmu Teristimewa
- Bicara Manis Menghiris Kalbu

## 특징
- 1번 트랙 <Azimat Cinta>, 3번 트랙 <Percayalah>, 4번 트랙 <Lakaran Kehidupan>, 6번 트랙 <Kau Ku Sayang>, 8번 트랙 <Indah Percintaan>, 10번 트랙 <Bicara Manis Menghiris Kalbu>는 싱글로 발매되었다.